# Тайфунник кліфовий
Тайфу́нник кліфовий (Pterodroma pycrofti) — вид буревісникоподібних птахів родини буревісникових (Procellariidae). Мешкає в Тихому океані. Вид названий на честь новозеландського натураліста Артура Пікрофта.

## Опис
Кліфовий тайфунник — невеликий морський птах, середня довжина якого становить 26 см. Лоб білий, тім'я сіре, навколо очей темні плями. Шия, верхня частина тіла, надхвістя і хвіст сірі, крила темно-сірі, на крилах є темний М-подібний візерунок. Нижня частина тіла переважно біла. Нижня сторона крил біла з вузькими темними краями і кінчиками, від згину крила до його центру ідуть нечіткі темні смуги.

## Поширення і екологія

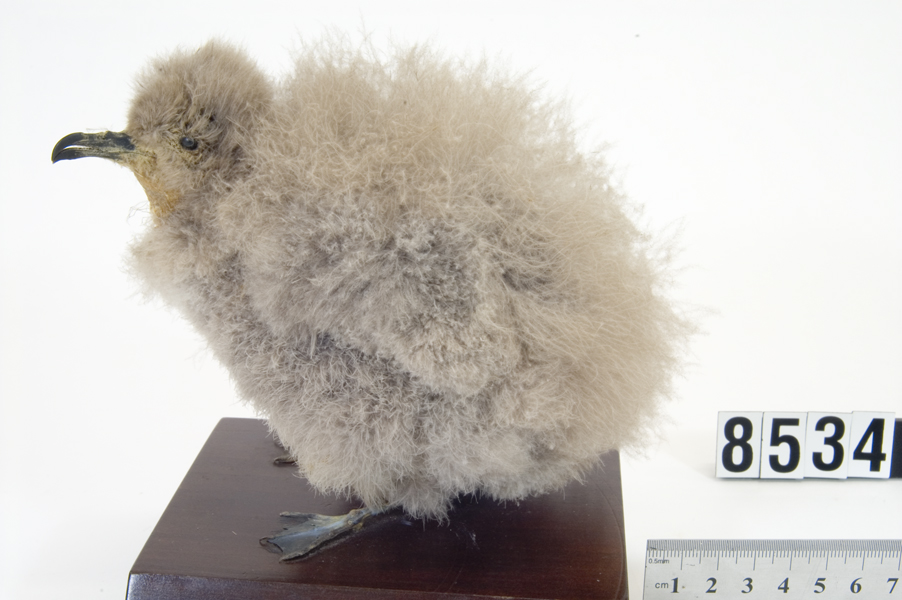
Пташеня кліфового тайфунника

Кліфові тайфунники гніздяться на 12 невеликих острівцях біля східного узбережжя Нової Зеландії, зокрема на островах Пур-Найтс, Хен-енд-Чікен, Меркьюрі, Стівенсон і Кюв'є . Раніше вони також гніздилися на островах Норфолк і Лорд-Гав, на що вказують викопні рештки. Під час негніздового періоду кліфові тайфунники мігрують в центральну частину Тихого океану, спостерігалися в Японії, на Зовнішніх малих островах США та на островах Волліс і Футуна.
Кліфові тайфунники ведуть пелагічний спосіб життя, рідко наближуються до суходолу, за винятком гніздування. Живляться кальмарами, ракоподібними і рибою. Гніздяться колоніями, риють нори на стрімких прибережних схилах, серед скель і кліфів, на висоті до 150 м над рівнем моря, часто разом з іншими буревісниками. Дорослі птахи повертаються до гніздових колоній в жовтні, відкладають яйця у листопаді-грудні, а пташенята відлітають у море у березні-квітні.

## Збереження
МСОП класифікує цей вид як вразливий. За оцінками дослідників, станом на 2012 рік загальна популяція кліфових тайфунників Штейнегера становила від 30 до 40 тисяч птахів. Їм загрожує хижацтво з боку інтродукованих малих пацюків.